# Herb ziemi sanockiej

Herb powiatu sanockiego

Herb ziemi sanockiej – w polu błękitnym dwugłowy orzeł złoty z takąż otwartą koroną andegaweńską pod nim umieszczony.
Kolory żółty i błękitny są barwami herbowymi Piastów opolskich. Herb był identyczny z herbem ziemi przemyskiej, posiada orła żółtego, z dwiema głowami odwróconymi w strony przeciwne, w polu niebieskim. Ukoronowany jest wspólną koroną otwartą.
Herb ziemi przemyskiej i sanockiej po raz pierwszy pojawia się w dziele Długosza opisującym chorągwie grunwaldzkie. Następnie znajduje się w dziele Alessandro Guagniniego „Z kroniki Sarmacji europskiej” – Chorągiew ziemska orła złotego o dwu głowach w koronie złotej, w polu lazurowem.

## Historia
Orzeł dwugłowy, był znany w głębokiej starożytności. W mitologii rzymskiej orzeł dwugłowy nawiązuje do głowy Janusa – siła stwórcza, wszechwiedza. Do heraldyki ruskiej trafił prawdopodobnie poprzez pierwszych wareskich władców Rusi – Rurykowiczów, którzy prowadzili ożywioną działalność handlową i religijną z Bizancjum i Konstantynopolem. W XIII w. lub wcześniej, pojawił się z sąsiadującej z Polską Rusią Halicką.
Złoty (żółty) orzeł jest symbolem siły i praworządności nawiązującej do heraldyki opolskiej linii Piastów oraz bezpośrednio osoby księcia Władysława II Opolczyka, który obdarzył ziemię sanocką szeregiem przywilejów i fundacji.

## Barwy
- Błękit jest w heraldyce symbolem piękna, wzniosłości, chwały oraz czystości, lojalności, wierności i rzetelności.
- Barwa złota symbolizuje wiarę, stałość, mądrość i chwałę.